# Liste der Einträge im National Register of Historic Places in Reading (Massachusetts)

Lage des Middlesex County in Massachusetts

Die Liste der Einträge im National Register of Historic Places in Reading in Massachusetts führt alle Bauwerke, National Historic Landmarks und Historic Districts in Reading auf, die in das National Register of Historic Places aufgenommen wurden.
Die vorliegende Liste wurde aufgrund der Vielzahl an Einträgen in Reading ausgelagert und ist integraler Bestandteil der Liste der Einträge im National Register of Historic Places im Middlesex County.

## Legende
| NRHP | Historic Place    |
| HD   | Historic District |

## Aktuelle Einträge
| [ 2 ] | Name                                      | Bild                                      | Eintragsdatum                 | Lage                                                                          | Ort     | Beschreibung                                                                                    |
| ----- | ----------------------------------------- | ----------------------------------------- | ----------------------------- | ----------------------------------------------------------------------------- | ------- | ----------------------------------------------------------------------------------------------- |
| 1     | Ace Art Company                           | Ace Art Company                           | 1. Feb. 1985 ID-Nr. 85000497  | 24 Gould St. 42° 31′ 20″ N, 71° 6′ 21″ W                                      | Reading |                                                                                                 |
| 2     | Joseph Bancroft House                     | Joseph Bancroft House                     | 19. Juli 1984 ID-Nr. 84002467 | 101 Lowell St. 42° 31′ 41″ N, 71° 6′ 32″ W                                    | Reading |                                                                                                 |
| 3     | Samuel Bancroft House                     | Samuel Bancroft House                     | 19. Juli 1984 ID-Nr. 84002471 | 232 West St. 42° 31′ 7,1″ N, 71° 7′ 12,6″ W                                   | Reading |                                                                                                 |
| 4     | Wendell Bancroft House                    | Wendell Bancroft House                    | 19. Juli 1984 ID-Nr. 84002477 | 20 Washington St. 42° 31′ 20″ N, 71° 6′ 39″ W                                 | Reading |                                                                                                 |
| 5     | Edwin Bassett House                       | Edwin Bassett House                       | 19. Juli 1984 ID-Nr. 84002482 | 115 Prescott St. 42° 31′ 7,6″ N, 71° 6′ 51,8″ W                               | Reading |                                                                                                 |
| 6     | Batchelder House                          | Batchelder House                          | 19. Juli 1984 ID-Nr. 84002501 | 607 Pearl St. 42° 33′ 13″ N, 71° 6′ 6″ W                                      | Reading |                                                                                                 |
| 7     | Alden Batchelder House                    | Alden Batchelder House                    | 19. Juli 1984 ID-Nr. 84002491 | 797 Main St. 42° 31′ 42″ N, 71° 6′ 11″ W                                      | Reading |                                                                                                 |
| 8     | George Batchelder House                   | George Batchelder House                   | 19. Juli 1984 ID-Nr. 84002496 | 127-129 Franklin St. 42° 33′ 15″ N, 71° 6′ 18″ W                              | Reading |                                                                                                 |
| 9     | Nathaniel Batchelder House                | Nathaniel Batchelder House                | 19. Juli 1984 ID-Nr. 84002503 | 71 Franklin St. 42° 33′ 15″ N, 71° 6′ 3″ W                                    | Reading |                                                                                                 |
| 10    | Battell House                             | Battell House                             | 19. Juli 1984 ID-Nr. 84002504 | 293 Haverhill St. 42° 32′ 21″ N, 71° 5′ 18″ W                                 | Reading |                                                                                                 |
| 11    | Benjamin Beard House                      | Benjamin Beard House                      | 19. Juli 1984 ID-Nr. 84002505 | 251 Ash St. 42° 31′ 0,4″ N, 71° 6′ 3″ W                                       | Reading |                                                                                                 |
| 12    | Boston and Maine Railroad Depot           | Boston and Maine Railroad Depot           | 19. Juli 1984 ID-Nr. 84002509 | Lincoln St. 42° 31′ 17″ N, 71° 6′ 29″ W                                       | Reading |                                                                                                 |
| 13    | Bowser Gazebo                             | Bowser Gazebo                             | 19. Juli 1984 ID-Nr. 84002514 | 25 Linden St. 42° 31′ 27,8″ N, 71° 6′ 20,2″ W                                 | Reading |                                                                                                 |
| 14    | Brackett House                            | Brackett House                            | 19. Juli 1984 ID-Nr. 84002515 | 276 Summer Ave. 42° 31′ 4″ N, 71° 6′ 52″ W                                    | Reading |                                                                                                 |
| 15    | Brande House                              | Brande House                              | 29. Juli 1984 ID-Nr. 84002516 | 54 Woburn St. 42° 31′ 26″ N, 71° 6′ 23″ W                                     | Reading |                                                                                                 |
| 16    | Francis Brooks House                      | Francis Brooks House                      | 19. Juli 1984 ID-Nr. 84002524 | 78-80 Prescott St. 42° 31′ 10″ N, 71° 6′ 43″ W                                | Reading |                                                                                                 |
| 17    | Carroll-Hartshorn House                   | Carroll-Hartshorn House                   | 19. Juli 1984 ID-Nr. 84002532 | 572 Haverhill St. 42° 33′ 2″ N, 71° 5′ 49″ W                                  | Reading |                                                                                                 |
| 18    | Carter Mansion                            | Carter Mansion                            | 19. Juli 1984 ID-Nr. 84002535 | 89 Woburn St. 42° 31′ 24″ N, 71° 6′ 31″ W                                     | Reading |                                                                                                 |
| 19    | Gilman Coggin House                       | Gilman Coggin House                       | 19. Juli 1984 ID-Nr. 84002551 | 123 Prescott St. 42° 31′ 6,7″ N, 71° 6′ 53,1″ W                               | Reading |                                                                                                 |
| 20    | Common Historic District                  | Common Historic District                  | 1. Feb. 1985 ID-Nr. 85000548  | 42° 31′ 37″ N, 71° 6′ 15″ W                                                   | Reading |                                                                                                 |
| 21    | Asa M. Cook House                         | Asa M. Cook House                         | 19. Juli 1984 ID-Nr. 84002555 | 81 Prospect St. 42° 31′ 23,7″ N, 71° 7′ 10,5″ W                               | Reading |                                                                                                 |
| 22    | Joseph Damon House                        | Joseph Damon House                        | 19. Juli 1984 ID-Nr. 84002559 | 178 South St. 42° 30′ 18″ N, 71° 6′ 59″ W                                     | Reading |                                                                                                 |
| 23    | Washington Damon House                    | Washington Damon House                    | 19. Juli 1984 ID-Nr. 84002560 | 38 Salem St. 42° 31′ 35″ N, 71° 6′ 5″ W                                       | Reading |                                                                                                 |
| 24    | Dewey Place                               | Dewey Place                               | 19. Juli 1984 ID-Nr. 84002567 | 176 Summer Ave. 42° 31′ 20,7″ N, 71° 7′ 1,8″ W                                | Reading |                                                                                                 |
| 25    | Durgin House                              | Durgin House                              | 19. Juli 1984 ID-Nr. 84002574 | 66 Prospect St. 42° 31′ 20″ N, 71° 7′ 12″ W                                   | Reading |                                                                                                 |
| 26    | Eaton-Prescott House                      | Eaton-Prescott House                      | 19. Juli 1984 ID-Nr. 84002597 | 284 Summer Ave. 42° 31′ 3″ N, 71° 6′ 52″ W                                    | Reading |                                                                                                 |
| 27    | Luther Elliott House                      | Luther Elliott House                      | 19. Juli 1984 ID-Nr. 84002598 | 309 Haven St. 42° 31′ 24,2″ N, 71° 6′ 2,9″ W                                  | Reading |                                                                                                 |
| 28    | Samuel Foster House                       | Samuel Foster House                       | 9. März 1990 ID-Nr. 90000178  | 288 Grove St. 42° 32′ 31″ N, 71° 7′ 37″ W                                     | Reading |                                                                                                 |
| 29    | Stephen Hall House                        | Stephen Hall House                        | 19. Juli 1984 ID-Nr. 84002630 | 64 Minot St. 42° 31′ 11,8″ N, 71° 6′ 20,1″ W                                  | Reading |                                                                                                 |
| 30    | Harnden-Browne House                      | Harnden-Browne House                      | 1. Feb. 1985 ID-Nr. 85000498  | 60-62 Salem St. 42° 31′ 35,6″ N, 71° 5′ 58,7″ W                               | Reading |                                                                                                 |
| 31    | Timothy Hartshorn House                   | Timothy Hartshorn House                   | 19. Juli 1984 ID-Nr. 84002633 | 379 Haverhill St. 42° 32′ 35″ N, 71° 5′ 22″ W                                 | Reading |                                                                                                 |
| 32    | Hartwell House                            | Hartwell House                            | 19. Juli 1984 ID-Nr. 84002635 | 121 Willow St. 42° 31′ 49″ N, 71° 7′ 25″ W                                    | Reading |                                                                                                 |
| 33    | Haverhill Street Milestone                | Haverhill Street Milestone                | 1. Feb. 1985 ID-Nr. 85000499  | Haverhill St. 42° 32′ 17,6″ N, 71° 5′ 14,4″ W                                 | Reading |                                                                                                 |
| 34    | Highland School                           | Highland School                           | 19. Juli 1984 ID-Nr. 84002643 | 64 Middlesex Ave. 42° 31′ 33″ N, 71° 6′ 39″ W                                 | Reading | Heute Standort der Reading Public Library.                                                      |
| 35    | House at 11 Beach Street                  | House at 11 Beach Street                  | 19. Juli 1984 ID-Nr. 84002659 | 11 Beach St. 42° 31′ 18,1″ N, 71° 5′ 40,7″ W                                  | Reading |                                                                                                 |
| 36    | House at 26 Center Avenue                 | House at 26 Center Avenue                 | 19. Juli 1984 ID-Nr. 84002679 | 26 Center Ave. 42° 31′ 5″ N, 71° 6′ 25″ W                                     | Reading |                                                                                                 |
| 37    | House at 322 Haven Street                 | House at 322 Haven Street                 | 19. Juli 1984 ID-Nr. 84002686 | 322 Haven St. 42° 31′ 24″ N, 71° 6′ 5″ W                                      | Reading |                                                                                                 |
| 38    | House at 129 High Street                  | House at 129 High Street                  | 19. Juli 1984 ID-Nr. 84002664 | 129 High St. 42° 31′ 27″ N, 71° 6′ 42″ W                                      | Reading |                                                                                                 |
| 39    | House at 77 Howard Street                 | House at 77 Howard Street                 | 19. Juli 1984 ID-Nr. 84002675 | 77 Howard St. 42° 30′ 56,5″ N, 71° 7′ 7,5″ W                                  | Reading |                                                                                                 |
| 40    | House at 1177 Main Street                 | House at 1177 Main Street                 | 19. Juli 1984 ID-Nr. 84002668 | 1177 Main St. 42° 32′ 47″ N, 71° 6′ 16″ W                                     | Reading |                                                                                                 |
| 41    | House at 16 Mineral Street                | House at 16 Mineral Street                | 19. Juli 1984 ID-Nr. 84002677 | 16 Mineral St. 42° 31′ 33″ N, 71° 6′ 53″ W                                    | Reading |                                                                                                 |
| 42    | House at 42 Salem Street                  | House at 42 Salem Street                  | 19. Juli 1984 ID-Nr. 84002649 | 42 Salem St. 42° 31′ 35,2″ N, 71° 6′ 2,1″ W                                   | Reading |                                                                                                 |
| 43    | House at 79-81 Salem Street               | House at 79-81 Salem Street               | 19. Juli 1984 ID-Nr. 84002676 | 79-81 Salem St. 42° 31′ 35″ N, 71° 5′ 56″ W                                   | Reading |                                                                                                 |
| 44    | House at 199 Summer Avenue                | House at 199 Summer Avenue                | 19. Juli 1984 ID-Nr. 84002667 | 199 Summer Ave. 42° 31′ 15,9″ N, 71° 7′ 0,6″ W                                | Reading |                                                                                                 |
| 45    | House at 242 Summer Avenue                | House at 242 Summer Avenue                | 19. Juli 1984 ID-Nr. 84002681 | 242 Summer Ave. 42° 31′ 10″ N, 71° 6′ 56″ W                                   | Reading |                                                                                                 |
| 46    | House at 483 Summer Avenue                | House at 483 Summer Avenue                | 19. Juli 1984 ID-Nr. 84002652 | 483 Summer Ave. 42° 30′ 38″ N, 71° 6′ 21″ W                                   | Reading |                                                                                                 |
| 47    | House at 44 Temple Street                 | House at 44 Temple Street                 | 19. Juli 1984 ID-Nr. 84002650 | 44 Temple St. 42° 31′ 17″ N, 71° 6′ 55″ W                                     | Reading |                                                                                                 |
| 48    | House at 206 West Street                  | House at 206 West Street                  | 19. Juli 1984 ID-Nr. 84002680 | 206 West St. 42° 31′ 2,9″ N, 71° 7′ 10,8″ W                                   | Reading |                                                                                                 |
| 49    | House at 57 Woburn Street                 | House at 57 Woburn Street                 | 19. Juli 1984 ID-Nr. 84002657 | 57 Woburn St. 42° 31′ 27,4″ N, 71° 6′ 21,6″ W                                 | Reading |                                                                                                 |
| 50    | Kemp Barn                                 | Kemp Barn                                 | 19. Juli 1984 ID-Nr. 84002721 | 186 Summer Ave. 42° 31′ 19″ N, 71° 7′ 1″ W                                    | Reading |                                                                                                 |
| 51    | Kemp Place                                | Kemp Place                                | 19. Juli 1984 ID-Nr. 84002723 | 186 Summer Ave. 42° 31′ 17″ N, 71° 7′ 2″ W                                    | Reading |                                                                                                 |
| 52    | Lewis House                               | Lewis House                               | 19. Juli 1984 ID-Nr. 84002741 | 276 Woburn St. 42° 31′ 8,3″ N, 71° 7′ 4,8″ W                                  | Reading |                                                                                                 |
| 53    | Charles Manning House                     | Charles Manning House                     | 19. Juli 1984 ID-Nr. 84002744 | 145 Salem St. 42° 31′ 36″ N, 71° 5′ 42″ W                                     | Reading |                                                                                                 |
| 54    | Jacob Manning House                       | Jacob Manning House                       | 19. Juli 1984 ID-Nr. 84002745 | 140 High St. 42° 31′ 29,7″ N, 71° 6′ 44,3″ W                                  | Reading |                                                                                                 |
| 55    | Masonic Block                             | Masonic Block                             | 19. Sep. 1984 ID-Nr. 84002746 | 600-622 Main St. 42° 31′ 25,4″ N, 71° 6′ 10,8″ W                              | Reading |                                                                                                 |
| 56    | Daniel Nichols Homestead                  | Daniel Nichols Homestead                  | 19. Juli 1984 ID-Nr. 84002753 | 434 Haverhill St. 42° 32′ 43″ N, 71° 5′ 28″ W                                 | Reading |                                                                                                 |
| 57    | James Nichols House                       | James Nichols House                       | 19. Juli 1984 ID-Nr. 84002755 | 273 Pearl St. 42° 32′ 21″ N, 71° 6′ 2″ W                                      | Reading |                                                                                                 |
| 58    | Jerry Nichols Tavern                      | Jerry Nichols Tavern                      | 19. Juli 1984 ID-Nr. 84002757 | 51 Mill St. 42° 33′ 37,1″ N, 71° 6′ 28,6″ W                                   | Reading |                                                                                                 |
| 59    | Richard Nichols House                     | Richard Nichols House                     | 19. Juli 1984 ID-Nr. 84002760 | 483 Franklin St. 42° 32′ 40,8″ N, 71° 7′ 14,5″ W                              | Reading |                                                                                                 |
| 60    | Octagon House                             | Octagon House                             | 19. Juli 1984 ID-Nr. 84002762 | 97 Pleasant St. 42° 31′ 26″ N, 71° 6′ 3″ W                                    | Reading |                                                                                                 |
| 61    | Old Hose House                            | Old Hose House                            | 19. Juli 1984 ID-Nr. 84002769 | 1249 Main St. 42° 33′ 0″ N, 71° 6′ 17″ W                                      | Reading |                                                                                                 |
| 62    | Parker House                              | Parker House                              | 19. Juli 1984 ID-Nr. 84002774 | 52 Salem St. 42° 31′ 35,2″ N, 71° 6′ 0,5″ W                                   | Reading |                                                                                                 |
| 63    | Parker House                              | Parker House                              | 19. Juli 1984 ID-Nr. 84002778 | 316 Haven St. 42° 31′ 24,1″ N, 71° 6′ 2,6″ W                                  | Reading |                                                                                                 |
| 64    | Parker Tavern                             | Parker Tavern                             | 19. Aug. 1975 ID-Nr. 75000286 | 103 Washington St. 42° 31′ 14,7″ N, 71° 6′ 24,2″ W                            | Reading |                                                                                                 |
| 65    | Capt. Nathaniel Parker Red House          | Capt. Nathaniel Parker Red House          | 19. Juli 1984 ID-Nr. 84002772 | 77-83 Ash St. 42° 31′ 20″ N, 71° 6′ 16″ W                                     | Reading |                                                                                                 |
| 66    | Joseph Parker House                       | Joseph Parker House                       | 19. Juli 1984 ID-Nr. 84002781 | 107 Grove St. 42° 32′ 11,7″ N, 71° 7′ 14,8″ W                                 | Reading |                                                                                                 |
| 67    | Samuel Parker House                       | Samuel Parker House                       | 19. Juli 1984 ID-Nr. 84002783 | 132 West St. 42° 30′ 50″ N, 71° 7′ 17″ W                                      | Reading |                                                                                                 |
| 68    | Stillman Parker House                     | Stillman Parker House                     | 19. Juli 1984 ID-Nr. 84002785 | 484 Summer Ave. 42° 30′ 39″ N, 71° 6′ 20″ W                                   | Reading |                                                                                                 |
| 69    | William Parker House                      | William Parker House                      | 19. Juli 1984 ID-Nr. 84002791 | 55 Walnut St. 42° 30′ 35,3″ N, 71° 6′ 28,5″ W                                 | Reading |                                                                                                 |
| 70    | Pearl Street School                       | Pearl Street School                       | 30. Mai 1997 ID-Nr. 97000496  | 75 Pearl St. 42° 31′ 50″ N, 71° 5′ 56″ W                                      | Reading |                                                                                                 |
| 71    | Pierce House                              | Pierce House                              | 19. Juli 1984 ID-Nr. 84002794 | 128 Salem St. 42° 31′ 38″ N, 71° 5′ 46″ W                                     | Reading |                                                                                                 |
| 72    | Pierce Organ Pipe Factory                 | Pierce Organ Pipe Factory                 | 19. Juli 1984 ID-Nr. 84002795 | 10-12 Pierce St. 42° 31′ 39,8″ N, 71° 5′ 44,1″ W                              | Reading |                                                                                                 |
| 73    | Pratt House                               | Pratt House                               | 19. Juli 1984 ID-Nr. 84002797 | 456 Haverhill St. 42° 32′ 46″ N, 71° 5′ 31″ W                                 | Reading |                                                                                                 |
| 74    | Stillman Pratt House                      | Stillman Pratt House                      | 19. Juli 1984 ID-Nr. 84002799 | 472 Summer Ave. 42° 30′ 40″ N, 71° 6′ 22″ W                                   | Reading |                                                                                                 |
| 75    | Reading Municipal Building                | Reading Municipal Building                | 19. Juli 1984 ID-Nr. 84002810 | 49 Pleasant St. 42° 31′ 26″ N, 71° 6′ 7″ W                                    | Reading |                                                                                                 |
| 76    | Reading Municipal Light and Power Station | Reading Municipal Light and Power Station | 19. Juli 1984 ID-Nr. 84002811 | 226 Ash St. 42° 31′ 5″ N, 71° 6′ 5″ W                                         | Reading |                                                                                                 |
| 77    | Reading Standpipe                         | Reading Standpipe                         | 1. Feb. 1985 ID-Nr. 85000549  | Auburn and Beacon Sts. 42° 31′ 52″ N, 71° 6′ 21″ W                            | Reading | Nicht mehr existent.                                                                            |
| 78    | Roberts House                             | Roberts House                             | 19. Juli 1984 ID-Nr. 84002815 | 59 Prospect St. 42° 31′ 20,4″ N, 71° 7′ 7,9″ W                                | Reading |                                                                                                 |
| 79    | Rowhouses at 256-274 Haven Street         | Rowhouses at 256-274 Haven Street         | 19. Juli 1984 ID-Nr. 84002817 | 256-274 Haven St. 42° 31′ 24,6″ N, 71° 6′ 6,8″ W                              | Reading |                                                                                                 |
| 80    | Rev. Peter Sanborn House                  | Rev. Peter Sanborn House                  | 19. Juli 1984 ID-Nr. 84002819 | 55 Lowell St. 42° 31′ 37″ N, 71° 6′ 23″ W                                     | Reading |                                                                                                 |
| 81    | Smith Shoe Shop                           | Smith Shoe Shop                           | 1. Feb. 1985 ID-Nr. 85000550  | 273 Haverhill St. 42° 32′ 18,7″ N, 71° 5′ 13,2″ W                             | Reading |                                                                                                 |
| 82    | Thomas Symonds House                      | Thomas Symonds House                      | 19. Juli 1984 ID-Nr. 84002833 | 320 Haverhill St. 42° 32′ 25″ N, 71° 5′ 22″ W                                 | Reading |                                                                                                 |
| 83    | Joseph Temple House                       | Joseph Temple House                       | 19. Juli 1984 ID-Nr. 84002835 | 42 Chute St. 42° 31′ 25″ N, 71° 6′ 33″ W                                      | Reading |                                                                                                 |
| 84    | Mark Temple House                         | Mark Temple House                         | 19. Juli 1984 ID-Nr. 84002838 | 141 Summer Ave. 42° 31′ 25″ N, 71° 7′ 9″ W                                    | Reading |                                                                                                 |
| 85    | Walnut Street School                      | Walnut Street School                      | 19. Juli 1984 ID-Nr. 84002841 | 55 Hopkins St. 42° 30′ 31″ N, 71° 6′ 25″ W                                    | Reading |                                                                                                 |
| 86    | Charles Wells House                       | Charles Wells House                       | 19. Juli 1984 ID-Nr. 84002842 | 99 Prescott St. 42° 31′ 9″ N, 71° 6′ 51″ W                                    | Reading |                                                                                                 |
| 87    | Ephraim Weston House                      | Ephraim Weston House                      | 19. Juli 1984 ID-Nr. 84002845 | 229 West St. 42° 31′ 5,8″ N, 71° 7′ 12,2″ W                                   | Reading | Im Register unzutreffend als „Ephrain Weston House“ unter der Adresse 224 West St. eingetragen. |
| 88    | Jabez Weston House                        | Jabez Weston House                        | 19. Juli 1984 ID-Nr. 84002846 | 86 West St. 42° 30′ 43″ N, 71° 7′ 22″ W                                       | Reading |                                                                                                 |
| 89    | Wisteria Lodge                            | Wisteria Lodge                            | 19. Juli 1984 ID-Nr. 84002857 | 146 Summer Ave. 42° 31′ 25,1″ N, 71° 7′ 5,9″ W                                | Reading |                                                                                                 |
| 90    | Woburn Street Historic District           | Woburn Street Historic District           | 1. Feb. 1985 ID-Nr. 85000551  | Woburn St. von der Temple St. bis zur Summer Ave. 42° 31′ 14″ N, 71° 6′ 53″ W | Reading |                                                                                                 |